# Breza (Serbia)
Breza (cyr. Бреза) – wieś w Serbii, w okręgu zlatiborskim, w gminie Sjenica. W 2011 roku liczyła 88 mieszkańców.